# سوتبوک
سوتبوک (به لاتین: Sutbuk) یک منطقهٔ مسکونی در روسیه است که در شهرستان داخادایفسکی واقع شده‌است.